# 蟼掌突蟾
蟼掌突蟾（学名：Leptobrachella pelodytoides）为锄足蟾科掌突蟾属的两栖动物。產於中國、香港、寮國、馬來西亞、緬甸、泰國、越南。在中国大陆，分布于云南等地，常生活于次生林山沟中、水流小而缓以及两旁有灌丛的环境中。其生存的海拔范围为800至1600米。该物种的模式产地在缅甸。